# Klon
En klon er en organisme, der er en eksakt genetisk kopi af en anden. Der er dog omstridt om klonen har samme genetiske udtryk.
I dyrenes verden er kloner et velkendt fænomen, selv om man ikke altid er sig det bevidst. Enæggede tvillinger er nemlig kloner med helt ens arveanlæg. Man kan også sige at kroppens celler udgør en klon, med få undtagelser som kønscellerne og nogle blodceller
Ukønnet formering er også kloning, der frembringer kloner. Men det er ikke mange dyr, der kan formerer sig ukønnet eller klones naturligt; kun bladlus og dafnier kan. Hunnerne får om sommeren unger uden at blive bedækket, og alle ungerne er genetisk lig moderen: moderen og ungerne er en klon. 
Encellede organismer, som for eksempel bakterier, deler (formerer) sig ved at kopiere genomet og danne to celler med samme genom.
Processer eller tiltag, der frembringer en klon, kaldes kloning.

## Kloner i biologisk fagsprog
I biologisk fagsprog er en klon en gruppe dyr eller planter med samme arveanlæg. Klonen består af orteten, det oprindelige dyr eller plante, samt rameterne, de efter orteten dannede individer.
Planter eller dyr, der formerer sig ukønnet, er eksempler på naturlige kloner. I planteavlsarbejdet kaldes orteten for kerneplanten.
Fordelen ved en klon er, at man kan få meget ens planter til haver, alléer og andre steder, hvor ensartetheden er afgørende for det skønhedsmæssige indtryk. Ligeledes er det meget brugt i frugt- og bæravl, hvor ensartethed i dyrkningsegenskaber og frugt kan være en stor fordel.  Et problem er til gengæld, at når en klon angribes af sygdom, rammes alle dens individer ofte samtidigt, da der ikke er nogen forskel på deres sygdomsresistens.

## Kloner i edb-terminologi
Inden for edb er en klon et stykke hardware eller software, der er kompatibelt med og i væsentlighed fungerer som et andet uden at være et ulovligt plagiat. Betegnelsen anvendes typisk om et produkt, der efterligner en dyrere mærkevare.
Betegnelsen benyttes undertiden som kort form for pc-klon, dvs. oprindeligt en klon af IBM's pc. I dag benyttes denne betegnelse dog snarere til at skelne mellem mærkevare- og ikke-mærkevare-pc'er.